# Kiely Williams

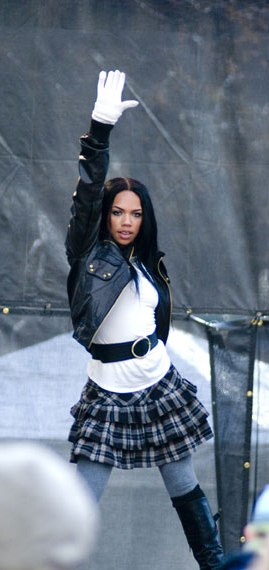
Kiely Williams (2008)

Kiely Alexis Williams (* 9. Juli 1986 in Alexandria, Virginia) ist eine amerikanische Sängerin, Schauspielerin, Songwriterin und Tänzerin.

## Alben
- 2000: 3LW
- 2002: A Girl Can Mack
- 2002: Naughty or Nice
- 2003: Die Cheetah Girls (Soundtrack)
- 2005: Cheetah-licious Christmas
- 2006: Die Cheetah Girls 2 (Soundtrack)
- 2007: In Concert: The Party’s Just Begun Tour
- 2007: TCG
- 2008: Die Cheetah Girls: One World (Soundtrack)
- 2010: TBA

## Singles
- 2008: I Know What Boys Like
- 2010: Make Me A Drink
- 2010: Spectacular

## Filmografie
- 1993: Tribeca (Fernsehserie, Folge The Box)
- 2001: Taina (Fernsehserie, Folge: Blue Mascara)
- 2003: Cheetah Girls – Wir werden Popstars (The Cheetah Girls, Fernsehfilm)
- 2004: The Cheetah Girls (Fernsehfilm)
- 2006: Cheetah Girls – Auf nach Spanien (The Cheetah Girls 2, Fernsehfilm)
- 2008: Eine für 4 – Unterwegs in Sachen Liebe (The Sisterhood of the Traveling Pants 2)
- 2008: Cheetah Girls: One World (The Cheetah Girls: One World, Fernsehfilm)
- 2008: House Bunny (The House Bunny)
- 2008: Hotel Zack & Cody (The Suite Life of Zack & Cody, Fernsehserie, eine Folge)
- 2009: Elle: Sing für Deinen Traum (Elle: A Modern Cinderella Tale)
- 2010: Stomp the Yard 2 (Stomp the Yard 2: Homecoming)
- 2013: Holla II